# 安東尼·克萊頓
安東尼·休·勒凯纳·克萊頓（英語：Anthony Hugh Le Quesne Clayton，1928年9月3日—2021年8月16日）是一位英國軍事歷史學家、桑赫斯特皇家军事学院副教授、退役陸軍中校，以研究法國陸軍而聞名，出版諸多該國於第一次世界大战、去殖民化等時期的著作。